# Boczor József
Boczor József (született: Wolf Ferenc, németül: Joseph Boczov Batiz, 1906. január 31. – Suresnes (Mont-Valérien-erőd) 1944. február 21.) romániai magyar vegyészmérnök, kommunista aktivista, a második világháborúban a francia ellenállás mártírja.

## Élete

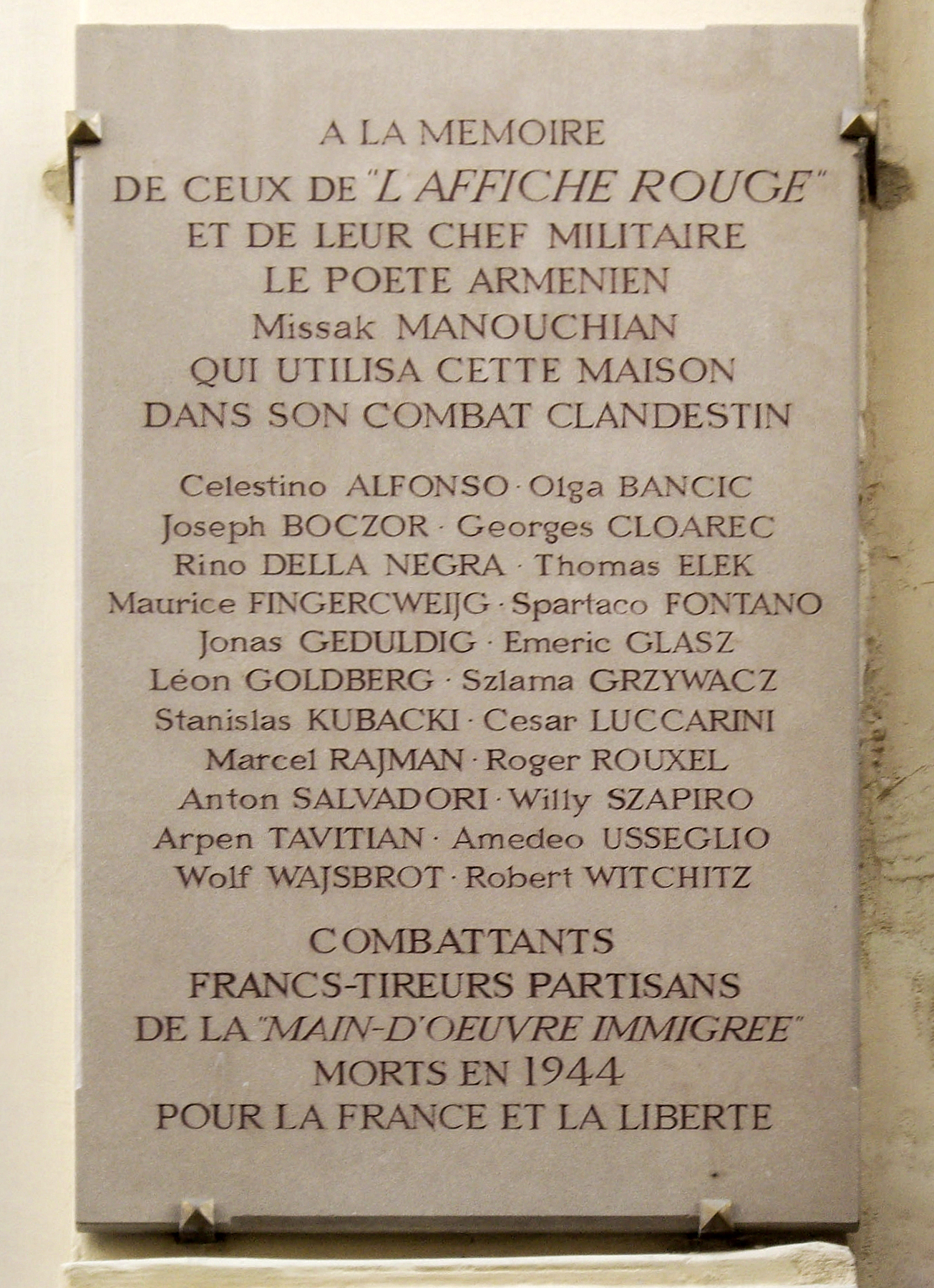
Emléktábla Párizsban, rajta Joseph Boczor

Batizban, Szatmár vármegyében született 1906-ban Wolf Ferenc (vagy Wolff Ferenc) néven. Édesapja kistisztviselőként dolgozott a helybeli fakitermelések egyikében, iskoláit a környéken végezte: Felsőbányán az elemit, majd Nagybányán és Besztercén a gimnáziumot. A prágai Károly Egyetemen kezdte meg vegyészmérnöki tanulmányait 1923-ban, s ekkoriban lépett be a Csehszlovákia Kommunista Pártjába. 1927-ben már Temesváron szervezte a kommunista fiatalokat. Hogy szerzett-e vegyészmérnöki diplomát, nem tudni, mindenesetre a szakmájában soha nem dolgozott, "főállású" pártszervezőként tevékenykedett tovább. A temesvári ifjúkommunisták szervezését követően Felsőbányán szervezte meg az első kommunista sejtet, emellett az Egységes Országos Szakszervezet tevékenységében is részt vállalt. A hatóságok üldözték tevékenységéért, mint katonaszökevényt el is ítélték, és másfél évet töltött a kolozsvári börtönben. Szabadulását követően illegalitásban élt Kolozsváron. A spanyol polgárháború 1936-os kirobbanásakor az elsők között jelentkezett a Nemzetközi Brigádokba, azon belül a román egység pártszervezői tisztségét töltötte be. Mozgalmi álnevét ebben az időben vette fel: a Boczor nevet egy régi, felsőbányai bányászcsalád viselte, Boczor József pedig egy osztálytársának neve volt. Spanyolországba 1937-ben érkezett, részt vett az aragóniai offenzívában – ahol kitűnt a bátorságával -, és ezen belül az ebrói csatában is, majd 1939-ben a katalóniai offenzíva során lépte át a spanyol-francia határt. A francia hatóságok internálótáborba zárták számos köztársasági katonával együtt, ahol tovább folytatta kommunista szervező és agitátortevékenységét. 1941-ben a hatóságok Afrikába akarták áttelepíteni a tábort, mire Boczor néhány társával együtt megszökött. Ezt követően belépett a Francia Kommunista Pártba, és úgynevezett franktirőrként csatlakozott a francia ellenálláshoz. (A franktirőrök a megszálló sereg ellen fegyverrel harcoló nem francia állampolgárságú ellenállók – kb.: szabadlövészek, a franc-tireurs-ból.)

Rendőrségi propagandaplakát a kivégzettekről (balra a második sor elején Boczor)

A külföldön – így francia nyelvterületen is – elterjedt Joseph Boczov név egyes források szerint egy közönséges névelírás következtében alakult ki még a francia ellenálláson belül, míg más forrás szerint a Gestapo tudatosan ferdítette el a nevét az oroszos hangzású Boczovra, hogy a közvélemény oroszoktól való félelmét a maga oldalára állítva próbálja elérni Boczor mihamarabbi kézrekerítését. Boczor 1941-től vett részt a megszálló németek elleni szabotázscselekmények szervezésében és végrehajtásában. 1942-ben ellentmondásba került az ellenállás szervezetének átstrukturálását tervező vezetőkkel, emiatt végül nem kapott vezető szerepet az újonnan létrejött egységben (FTP-MOI Francs-tireurs et partisans – Main-d'œuvre immigrée – a francia ellenállás külföldi tagjainak szervezeti egysége). Ugyanakkor nagy szerepe vont abban, hogy a vonatkisiklatásokkal foglalkozó ellenállók önálló egységbe szerveződhettek, sőt irányítójuk is lett. Figyelemre méltó technikus volt, hasznát vette a vegyészmérnöki tanulmányainak is, és végül az SS illetve a Wehrmacht katonáit szállító vonatok elleni szabotázscselekmények specialistája lett. Párizsban lakott, több alkalommal költözött, az ellenállás fedett lakásait igénybevéve. Többször elkerülte a letartóztatást, ám végül 1943. november 17-én elfogták.
A kihallgatásai során többször megverték, de nem adta fel társait – igaz, a nála lefoglalt bizonyítékok, köztük hamis iratok alapján így is többeket elfogtak. 1944 február 18-án 23 vádlott-társával – köztük két magyarral: Elek Tamással és Békés Glasz Imrével – együtt halálra ítélték, és egy kivételével valamennyiüket kivégezték február 21-én.
Neve szerepel a "23-ak" emléktábláján Párizsban és a Drôme megyei Valence-ben (I. Bogzor formában), valamint Marseille-ben is. Alakja felbukkan Robert Guédiguian A bűn serege (L'Armée du crime) című, 2009-ben készült filmjében, ahol Ivan Franek játszotta Boczor szerepét.